# Бауэр, Леопольд
Леопольд Бауэр (нем. Leopold Bauer; 1 сентября 1872 года, Егерндорф, Австрийская Силезия (ныне — Крнов) — 7 октября 1938 года, Вена, Австрия) — чешско-австрийский архитектор периода модерна. Ученик Отто Вагнера. Теоретик и практик рационалистического направления искусства модерна и функционализма в архитектуре. Проектировщик оформления интерьера и мебели.

## Биография
Леопольд Бауэр родился в чешской семье владельца местного отеля. Обучался музыке. Окончил Реальное училище (Realschule) в своём родном городе, а затем Государственное училище художественных ремёсел (Staatsgewerbeschule) в Брно. Бауэр изучал архитектуру у Карла фон Хазенауэра, а затем у выдающегося мастера австрийского модерна О. Вагнера в Вене. Он был одним из самых талантливых учеников Вагнера и после учёбы некоторое время работал в мастерской учителя. В студенческие годы он познакомился с будущими художниками Венского Сецессиона: Йозеф Мария Ольбихом и Йозефом Хоффманом.
Посетил Италию, Германию и Францию, публиковал свои путевые заметки и рисунки. В 1900 году получил третью премию в престижном международном конкурсе на проект «Дом любителя искусств» (первую премию получил Ч. Р. Макинтош). В 1902 году, на следующем конкурсе, Бауэр получил первый приз вместе с М. Х. Бэйли Скоттом и Ч. Р. Макинтошем.
Его первыми заказами были проектирование загородных домов в Богемии и Моравии, в том числе деревянных. Занимался реставрацией средневековых замков. Получил европейскую известность как мастер проектирования интерьера и мебели. Вместе Й. Ольбрихом и Й. Хоффманом организовывал и оформлял выставки Венского Сецессиона. Основная работа — здание Австрийского национального банка, тяготеющее к монументальному неоклассицизму. В 1913 году Бауэр сменил Отто Вагнера на посту главы Специальной школы архитектуры (Spezialschule für Architektur) при Академии изобразительных искусств в Вене. Однако под давлением левых политических сил ему вскоре пришлось отказаться от этой должности.
Впоследствии Бауэр публиковал множество статей по вопросам теории архитектуры. Он был одним из первых членов Германского союза художников (Deutscher Künstlerbund). Его имя можно найти в списке участников в каталоге выставки 3-й ежегодной выставки DKB в 1906 году в Великокняжеском музее в Веймаре. Архитектор скончался в Вене, похоронен на кладбище Хюттельдорф.

## Творческая концепция
Бауэр был представителем рационалистического течения в архитектуре, он сформулировал принцип «абсолютной целесообразности», согласно которому соответствие внешней формы предмета его утилитарной функции создает «абсолютную красоту» («Verschiedene Skizzenentwurfe und Student», 1898). По теории Бауэра, все исторические художественные стили отражают относительное, изменяющееся со временем представление о прекрасном. Исключение составляет античное искусство, которое характеризуется идеальным равновесием прекрасного и полезного. В новое время истинно прекрасное — это целесообразное, поскольку в изменившихся условиях оно также интегрирует представления пользы и красоты.
Российские исследователи В. С. Горюнов и М. П. Тубли в книге «Архитектура эпохи модерна» (1992) отметили, что «Бауэр не создал значительных произведений в области архитектуры здания, но был выдающимся мастером интерьера» и в этом качестве «внёс весьма значительный вклад в формирование эстетики рациональной формы… Уже в начале XX в. Бауэр добивается в сфере интерьера такой изысканности и чистоты формы, такой пространственной выразительности, какие стали доступны только лучшим мастерам эпохи функционализма. При этом ему удавалось избегать налёта геометрического схематизма и приземлённой утилитарности».
Образцом архитектурной теории для Бауэра были работы Готфрида Земпера, выдающегося немецкого архитектора и теоретика искусства. Однако Бауэр в своей теории пошёл ещё дальше, усилив «биологический аспект» архитектурной теории Земпера, значительно усилив «принцип естественного отбора Дарвина» применительно к творениям рук человека, назвав этот принцип «абсолютной целесообразностью»: «Для всех предметов потребления целесообразность то же, что для живого существа естественность». Соответственно решается проблема художественного стиля, который в представлении Бауэра есть выражение изменяющейся во времени целесообразности. Стиль как обусловленная историческим временем традиция использования материала и технологии его обработки эстетическими представлениями того или иного народа, выражает, в той или иной степени, «абсолютную целесообразность». Недостатки и ограниченность современной ему архитектуры Бауэр объяснял недостатками профессионального образования, в котором «изучение античности» и «истории стилей» не сопровождается новейшими инженерными знаниями.

## Постройки
- Здание развлекательного центра. Крнов, Силезия
- Собор Святого Николая. 1906–1910. Бельско-Бяла, Силезия
- Социальный дом - Муниципальный дом культуры Петра Безруча. 1910. Опава, Моравия
- Стеклянный потолок парадной лестницы Муниципального дома
- Церковь Святой Ядвиги. 1910, 1932–1938. Опава, Моравия
- Здание Национального банка Астрии. 1911–1919. Вена
- Бывший универмаг Бреды. 1926–1928. Опава, Моравия
- Вилла Л. Лариш. Крнов, Силезия (ныне Чехия)
- Вилла М. фон Шпауна. Ок. 1905. Клостермюле, Богемия

## Теоретические публикации
- Различные наброски, черновики и штудии. Вклад в понимание наших усилий в современном строительстве (Verschiedene Skizzen, Entwürfe und Studien. Ein Beitrag zum Verständnis unserer modernen Bestrebungen in der Baukunst). 1899
- Дом любителя искусств. Проект на 12 таблицах (Das Haus eines Kunstfreundes. Ein Entwurf in 12 Tafeln). 1902
- Живите здорово и работайте с удовольствием. Проблемы нашего времени (Gesund wohnen und freudig arbeiten. Probleme unserer Zeit). 1919
- Новое здание Австрийского национального банка (Das neue Gebäude der Österreichischen Nationalbank). 1925
- Фельетон. Три архитектора нашего времени. Оскар Стрнад, Клеменс Хольцмайстер, Фридрих Тирш (Feuilleton. Drei Architekten unserer Zeit. Oskar Strnad, Klemens Holzmeister, Friedrich v. Thiersch). 1925